# Турья (Львовская область)
Турья (укр. Тур'я) — село в Бусской городской общине Золочевского района Львовской области Украины.
Население по переписи 2001 года составляло 509 человек. Занимает площадь 4,423 км². Почтовый индекс — 80523. Телефонный код — 3264.

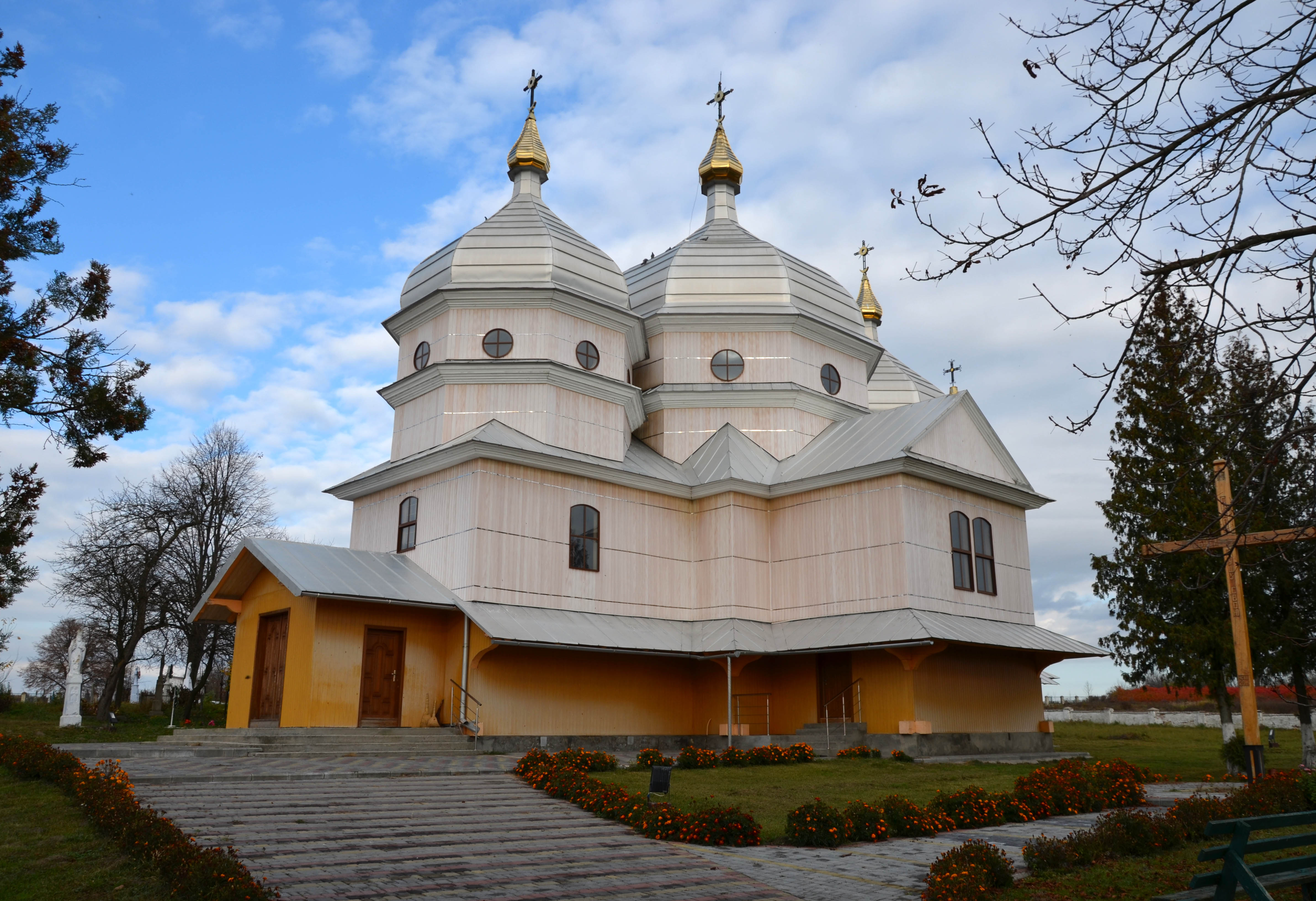
Церковь Козьмы и Демьяна